# Onthophagus amirus
Onthophagus amirus är en skalbaggsart som beskrevs av Kabakov 1982. Onthophagus amirus ingår i släktet Onthophagus och familjen bladhorningar. Inga underarter finns listade i Catalogue of Life.